# 古書店街

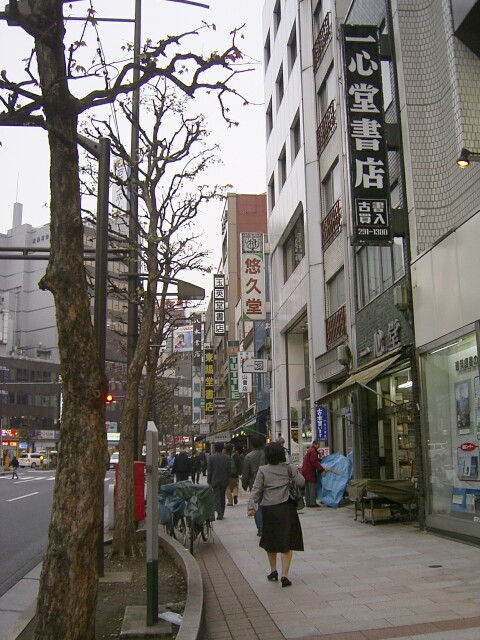
靖国通りの南側に軒を連ねる神田古書店街（東京都千代田区神田神保町）

古書店街（こしょてんがい）とは、古書店が集中している界隈を指すことば。

## 古書店街の形成
歴史ある大学の界隈には、規模の大小はあるものの何軒かの古書店が集まり、ささやかな古書店街をなしていることが多い。すなわち、多くの古書店街は、学生街でもある。
また、1980年代後半以降からは地域おこしのブームによって形成されるケースがヨーロッパで見られる。

## 古書店街の一覧

### 日本
日本の代表的な古書店街には、世界でも最大規模といわれる神田古書店街（東京都千代田区神田神保町）、学術書専門店の多い本郷古書店街（東京都文京区本郷）や早稲田古書店街（東京都新宿区西早稲田）などがある。
また、大阪府にある「阪急古書のまち」（大阪市北区芝田・阪急三番街）は阪急東宝グループの創業者・小林一三の古書店街構想によって生まれたもので、企業主導による古書店街の先駆である。
神田神保町の古書店街では、多くの店が北向きになっている（店の北側が表側）。これは、店頭の書籍が日焼けするのを防ぐためで、古書店街の特徴となっている。

### イギリス
イギリスの首都であるロンドンの代表的な古書店街には、チェアリング・クロス・ロード（Charing Cross Road）やホウバン（Holborn）がある。そのほかにもチェアリング・クロス・ロードと繋がったセシル・コート
古書を核とした街おこしで作られた先駆的な事例で有名なヘイ・オン・ワイという「古書の聖地」とも呼ばれる場所がある。
スコットランドにあるウィグタウンも地域振興で計画的に本の街となった。古書店街、本の関連会社などが置かれ、Wigtown Book Festivalなどの大きなイベントも開催された。

### アジア
- 中国開封市 - 開封書店街
- 中国上海市 - 福州路（中国語版）
- 台湾台北市 - 公館（中国語版）・温羅汀書店街（公館駅・台湾大学本キャンパスそば）。牯嶺街古書店街や重慶南路書店街も有名であったが、21世紀には衰退している。
- 韓国釜山 - 宝水洞本屋通り（英語版）(寶水洞舊書街)

### ヨーロッパ

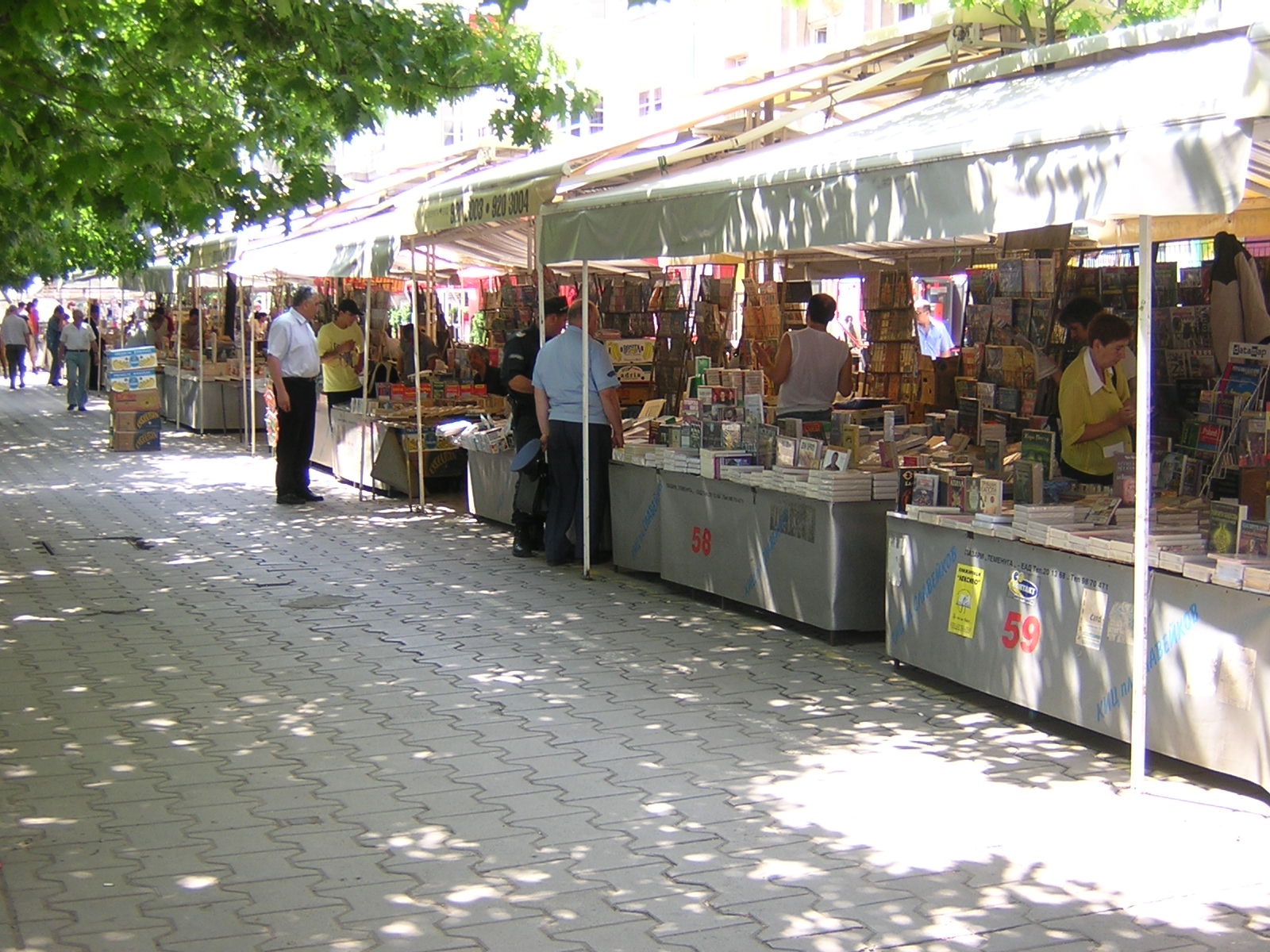
ブルガリア、スラヴェイコフ広場の露店

- ベルギー、ルデュ（英語版） - 過疎の村で行われた本のイベントがきっかけで古書店が集まるようになった。8月2，3日に本の祭典『 Nuit du Livre 』が開かれる[2]。

フランス
- ベシュレル（英語版）
- モントリュー（英語版）
- fr:Fontenoy-la-Joûte - フランス版ルデュの町

ブルガリア
- スラヴェイコフ広場（英語版） - ブルガリアの首都ソフィアにある

### アメリカ
- ブック・ロー（英語版） - かつてニューヨークにあった書店街。家賃の高騰で衰退した。
- テレグラフ通り（英語版） - パブリック・アイビーの一つカリフォルニア大学バークレー校が隣接する通り。
- ハーバードスクエア（英語版）からニューベリー通り（英語版）まで - マサチューセッツ州ケンブリッジにある。徒歩圏内にはハーバード大学やハーバード美術館群、博物館などがあり、同市にはマサチューセッツ工科大学がある。近隣市には、ボストン大学、タフツ大学などの名門校がある事から、歴史ある大学の界隈に生まれた古書店街である。

### アフリカ
チュニジア
- en:Souk Edabaghine - チュニス旧市街のスークの一つで、皮なめしを専門に行っていたが、汚れ仕事であったため郊外に置かれた。皮なめしが衰退した後、古書店街となった。
- en:Souk El Koutbiya - チュニス旧市街のスークの一つで、書店を専門に行っている。

### 中東
- イラク、バグダッド ムタナビ通り（英語版） - 9世紀には商店街として発展していた。書店街として確立されたのはアッバース朝（750年 - 1258年）の時代で、それ以後、文化人の交流の場として親しまれてきた[3]。